# Tetramethylammoniumhydroxide
Tetramethylammoniumhydroxide (TMAH) is een quaternaire ammoniumverbinding. In watervrije toestand komt het voor als witte kristallen met een sterke ammoniakgeur. De stof is hygroscopisch en vormt met vocht een pentahydraat (CAS-nummer: 10424-65-4). Het is goed oplosbaar in water; waterige oplossingen zijn sterk basisch.

## Synthese
TMAH in waterige oplossing wordt geproduceerd door elektrolyse van een tetramethylammoniumzout; dat kan een anorganisch zout zijn zoals tetramethylammoniumchloride of -sulfaat, of een organisch zout zoals tetramethylammoniumformiaat.

## Toepassingen
- Ontwikkelmiddel voor fotoresist bij de vervaardiging van printplaten en micro-elektronische chips. Het is een bestanddeel van bufferoplossingen met hoge pH die gebruikt worden bij het chemisch-mechanisch polijsten van silicium-wafers.[4]
- Base bij de productie van 4-aminodifenylamine (4-ADPA); dat is een intermediaire stof voor de synthese van antioxidantia en stabilisatoren van rubber en polymeren.[5]
- Tenside in ferrofluïda om een stabiele dispersie van de magnetische nanodeeltjes in het fluïdum te bekomen.

## Toxicologie en veiligheid
Blootstelling aan TMAH is corrosief voor de ogen, de ademhalingsorganen en de huid.
Contact met het tetramethylammoniumion kan effecten hebben op zenuwen en spieren, met als gevolg verstoorde ademhaling of hartwerking, en kan dodelijk zijn.